# Granzima
Las granzimas son una familia de proteasas de serina altamente homólogas, contenidas en gránulos citotóxicos provenientes de los linfocitos T citotóxicos y las células asesinas naturales (natural killer, NK) de la inmunidad innata y adaptativa.
Su principal función es inducir la muerte celular para eliminar células infectadas con virus y  células tumorales. También parecen cumplir un rol en la regulación de la respuesta inmune —controlando la supervivencia de los linfocitos T activados— y pueden regular la inflamación actuando sobre los sustratos extracelulares.

## Integrantes
En humanos han sido descritas, cinco diferentes granzimas: A, B, H, K y M.

En el ratón, se han encontrado diez granzimas, las adicionales (ausentes en el humano) son: D, E, F, G, L y N.

## Características
Las granzimas son proteasas relacionadas entre sí por su estructura molecular, y que se diferencian por presentar acción sobre un sustrato específico.

Son proteasas específicas de sustrato, ya que rompen enlaces peptídicos en lugares determinados entre los aminoácidos de su proteína objetivo.

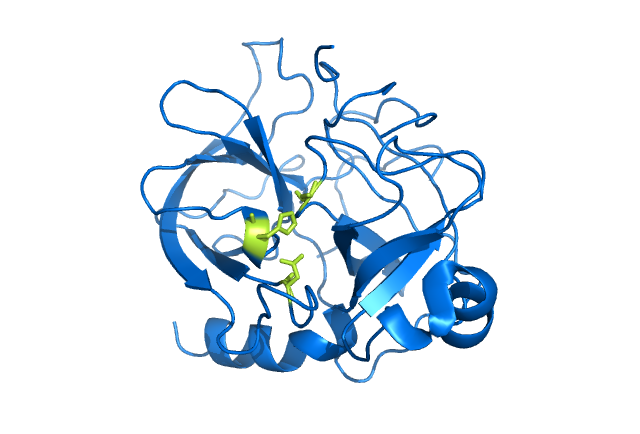
Quimiotripsina. Proteasa de serina.

De acuerdo a la especificidad de sustrato las granzimas presentan tres subfamilias:

1) La familia de granzimas que tienen actividad enzimática similar a la quimiotripsina, otra proteasa de serina, son codificadas por un clúster de genes llamado el “locus chymase” (EC 3.4.21.39).

2) Las granzimas con especificidades similares a la tripsina, son codificadas por el “locus triptasa”.

3) Una tercera subfamilia que cliva los péptidos detrás de los aminoácidos hidrofóbicos, especialmente la Metionina, está codificada por el “locus Metasa”.

## Genes codificantes

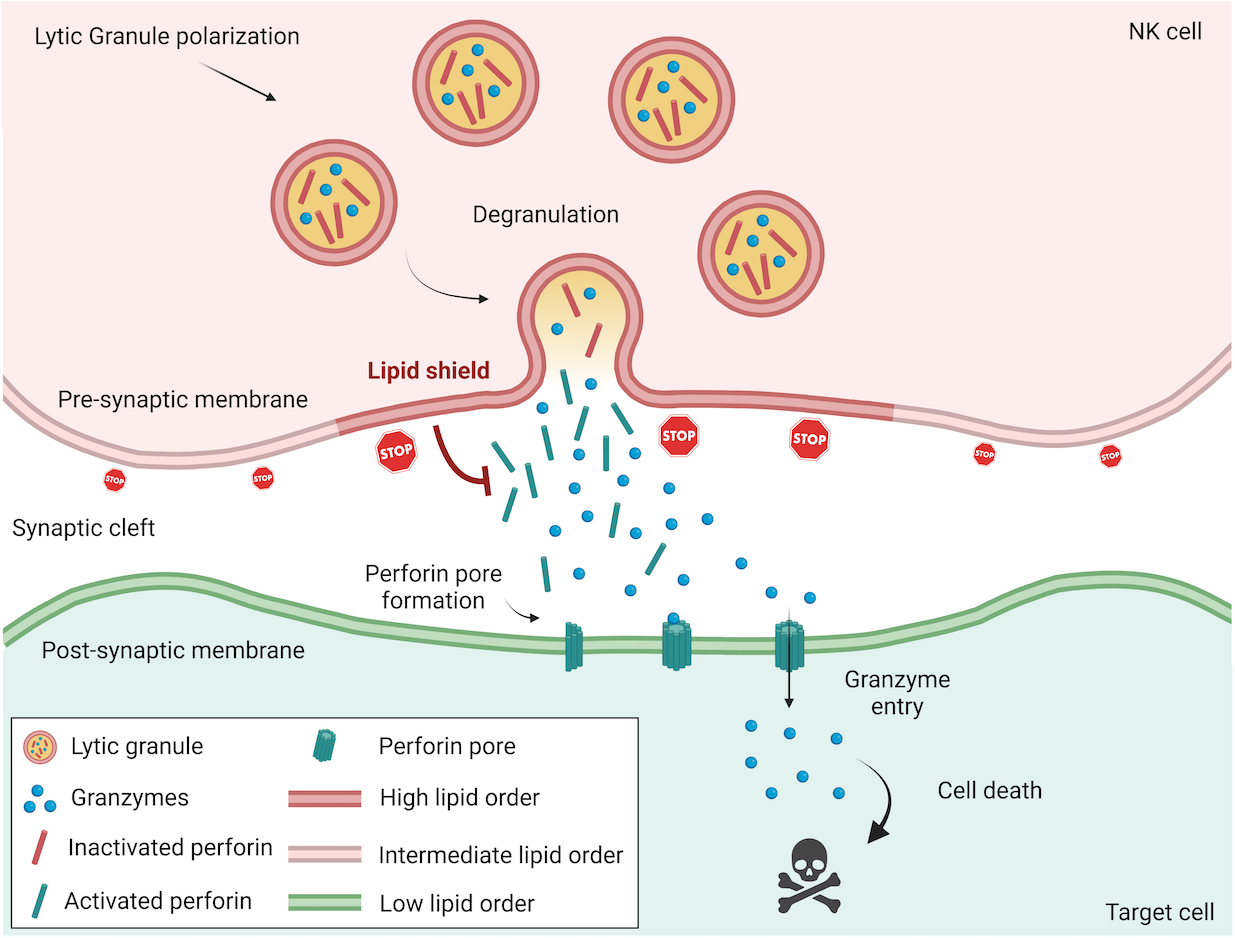
Granzimas en Sinapsis inmunológica.

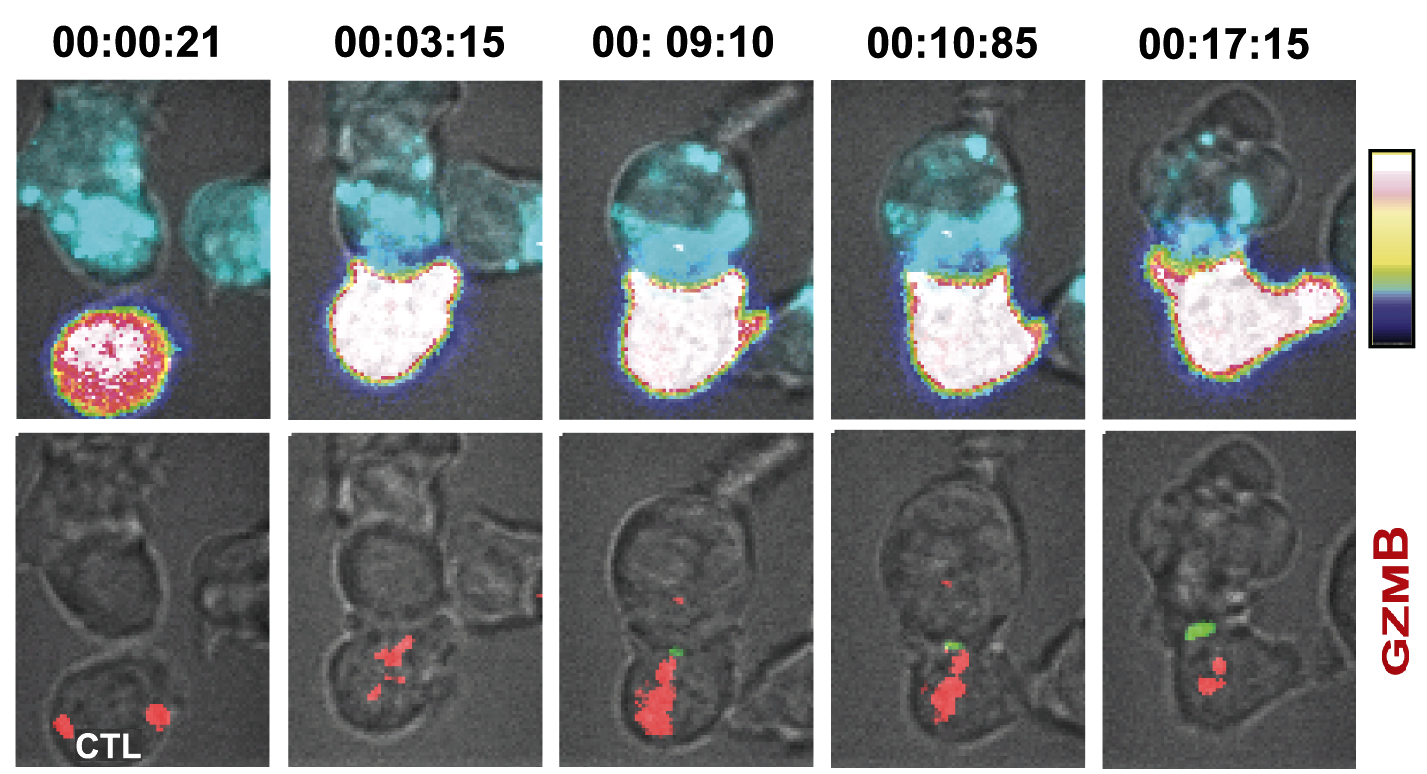
Granzima B marcada con rojo dentro de un LCT. Inmunofluorescencia.

Los genes que codifican las granzimas en el humano, se encuentran agrupados en un clúster de genes en tres cromosomas diferentes, los cromosomas 5, 14 y 19.

En el cromosoma 5 (humano) se encuentra el clúster A, que incluye las granzimas A y K.

En el cromosoma 14 (humano) está el clúster de genes B que incluye las granzimas B y H, la catepsina G (CG), y la chymasa-1 (CMA1)(EC 3.4.21.39) del mastocito.

En el cromosoma 19 (humano) se encuentra el clúster M  que consiste de la granzima M y las proteasas del neutrófilo.